# Lindsey Hunter

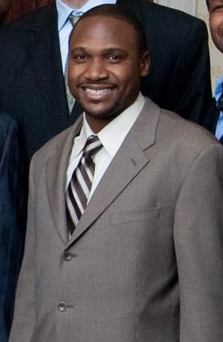
Lindsey Hunter em 2009.

Lindsey Benson Hunter, Jr. (Utica, Mississipi, 3 de dezembro de 1970) é um ex-basquetebolista profissional norte-americano. Com 1.88 m de altura, jogava como armador. Foi duas vezes campeão da NBA; 2002 pelo Los Angeles Lakers e 2004 pelo Detroit Pistons.
Atualmente trabalha como auxiliar técnico do Buffalo Bulls na Divisão I da NCAA.